# Andre Clennon
Andre Clennon (Portmore, 15 de agosto de 1989) é um futebolista profissional jamaicano que atua como meia, atualmente defende o Arnett Gardens Kingston.